# Hódi Endre
Hódi Endre (Budapest, 1923. április 22. – Budapest, 2003. április 27.) matematikatanár, versenyszervező, könyvszerkesztő, tankönyvíró, egyetemi oktató.

## Életpályája
A kőbányai Szent László Gimnáziumban tanult. A Középiskolai Matematikai és Fizikai Lapok kiváló feladatmegoldója volt. 1941-ben felvették az egyetemre és az Eötvös József Collegiumba is. Az 1943/44-es tanévben a későbbi Nobel-díjas Békésy György professzor mellett gyakornokoskodott. 1944 októberben elvitték katonának, amerikai fogságba esett, ahonnan 1945 októberében tért haza. 
1947-ben szerezte meg középiskolai matematika-fizika tanári oklevelét. Gödöllőn, a premontrei gimnáziumban kezdett tanítani. Innen a Budapesti Pedagógia Főiskola matematika tanszékére került, majd a főiskola megszűnte után a Magyar Optikai Művek tudományos munkatársa lett. 1971-től az Országos Pedagógiai Intézetben a matematikai tanszék vezetője volt, egészen 1985-ös nyugdíjazásáig. 
A matematikai tehetségek gondozását tartotta legfontosabb feladatának, ezért vállalta el 1959 és 1987 között a diákok felkészítését és kíséretét a magyar delegáció vezetőjeként a Nemzetközi Matematikai Diákolimpiákra. Ugyanezért vállalta el A matematika tanítása című szakfolyóirat főszerkesztői tisztét is.
Számos könyv megírásában és szerkesztésében vett részt. Ezek közül az egyik legsikeresebb az először 1969-ben kiadott Matematikai érdekességek (amelynek szerkesztője és társszerzője). Ez a könyv semmit sem veszített értékéből, ma is használható (a későbbi kiadások Matematikai mozaik címen jelentek meg), és e-könyvként is megjelent.